# آدئوپاپوسور
آدئوپاپوسور (نام علمی: Adeopapposaurus mognai) نام یک گونه از راسته خزنده‌کفلان است
معنای ادئوپاپوسور "سوسمار دورخور" است. به خاطر گردن درازی که داشته است و مجبور بوده غذا را در فاصله زیادی از بدن خود بخورد.